# میکل دوسایر
میکل دوسایر (انگلیسی: Michel Dussuyer؛ زادهٔ ۲۸ مهٔ ۱۹۵۹) بازیکن فوتبال اهل فرانسه است.
از باشگاه‌هایی که در آن بازی کرده‌است می‌توان به باشگاه فوتبال کن و باشگاه فوتبال نیس اشاره کرد.